# Pombalia communis
Pombalia communis (A.St.-Hil.) Paula-Souza – gatunek roślin z rodziny fiołkowatych (Violaceae). Występuje naturalnie w Wenezueli, Peru, Boliwii oraz Brazylii (w stanach Tocantins, Bahia, Ceará, Maranhão, Paraíba, Pernambuco, Sergipe, Goiás, Mato Grosso do Sul, Mato Grosso, Espírito Santo, Minas Gerais, Rio de Janeiro, São Paulo, Paraná, Rio Grande do Sul i Santa Catarina oraz w Dystrykcie Federalnym), Paragwaju, Urugwaju oraz północnej Argentynie. 

## Morfologia
PokrójBylina przybierająca postać krzewu. Dorasta do 0,3–1,2 m wysokości.
LiścieBlaszka liściowa ma kształt od eliptycznej do lancetowatej. Mierzy 2,2–9,6 cm długości oraz 1,1–2,9 cm szerokości, jest piłkowana na brzegu, ma zbiegającą po ogonku nasadę i spiczasty lub ostry wierzchołek. Przylistki są od równowąskich do lancetowatych i osiągają 3–4 mm długości. Ogonek liściowy jest nagi i ma 1–4 mm długości.
KwiatyPojedyncze lub zebrane w gronach, wyrastają na szczytach pędów. Mają działki kielicha o lancetowatym kształcie i dorastające do 4–5 mm długości. Płatki są sierpowate, mają białą barwę oraz 2–6 mm długości, przednie są romboidalne i mierzą 9–16 mm długości.
OwoceTorebki mierzące 5-8 mm długości, o elipsoidalnym kształcie.

## Biologia i ekologia
Rośnie w lasach i zaroślach. 